# 抗衡离子

聚苯乙烯磺酸盐，一种阳离子交换树脂，通常使用Na^{+}作为抗衡离子。

抗衡离子（英语：counterion，或称为反荷离子、抗平衡离子）是使带某一电荷的离子化合物保持电中性的伴随离子。例如，在食盐中，钠离子是氯离子的抗衡离子，反之亦然。

## 界面化学
抗衡离子在界面化学中指离子交换聚合物和胶体中的移动离子。阳离子交换树脂的抗衡离子通常为钠离子，该类型聚合物对高电荷数的离子有更强的亲和力，阴离子交换树脂的抗衡离子通常为氯离子，是一种能快速移动的抗衡阴离子。
抗衡离子可用于相转移催化，例如亲脂性抗衡离子苯扎氯铵。

## 溶液化学
盐类在有机溶液中的溶解度同时由阳离子与阴离子影响，当含有亲脂性的离子时，就可以提高反荷离子在有机溶剂中的溶解度。代表性的离子是季铵盐阳离子。

亲脂性抗衡阴离子
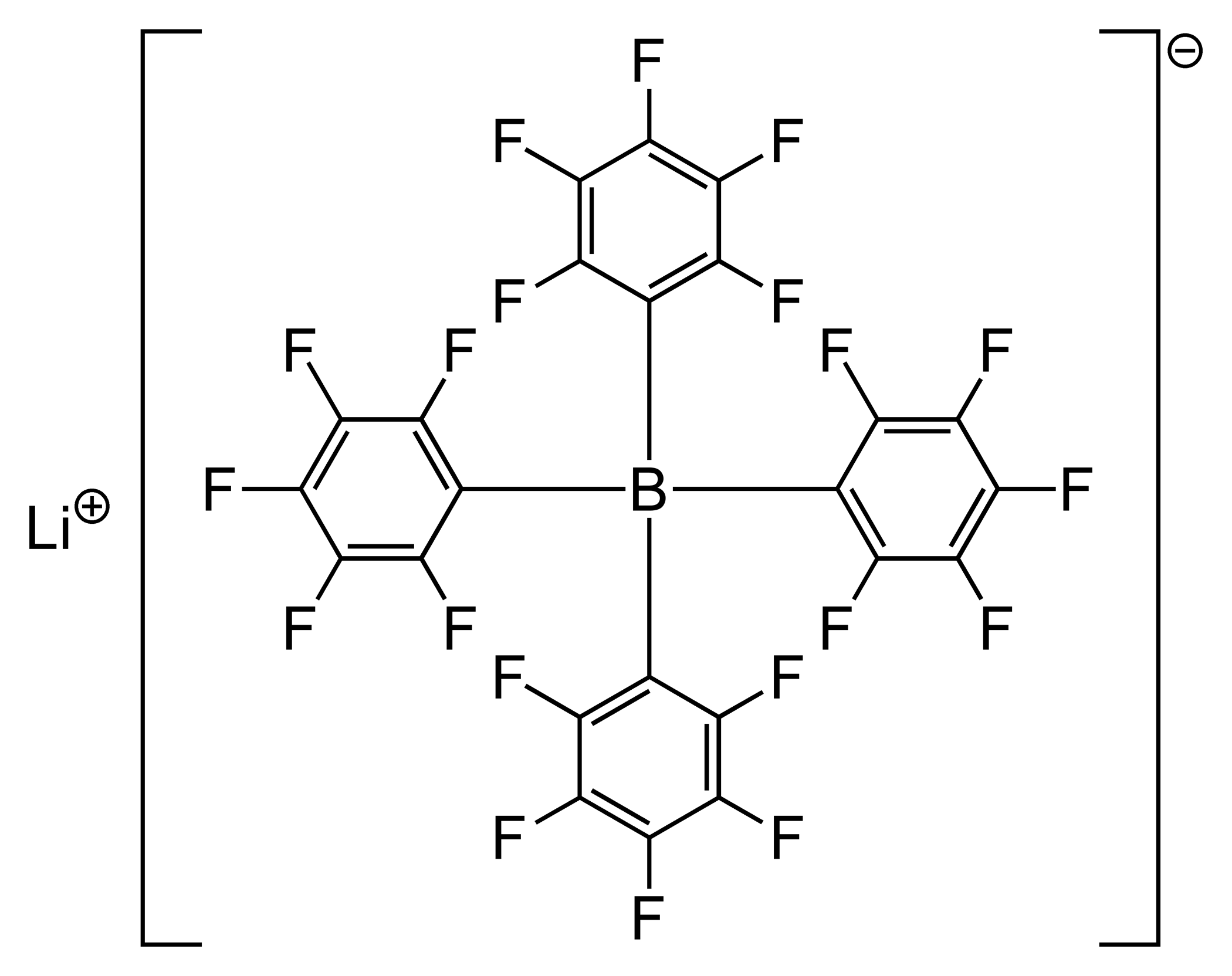
四(五氟苯基)硼酸锂是亲脂性阴离子的锂盐，是一个弱配体[2]。
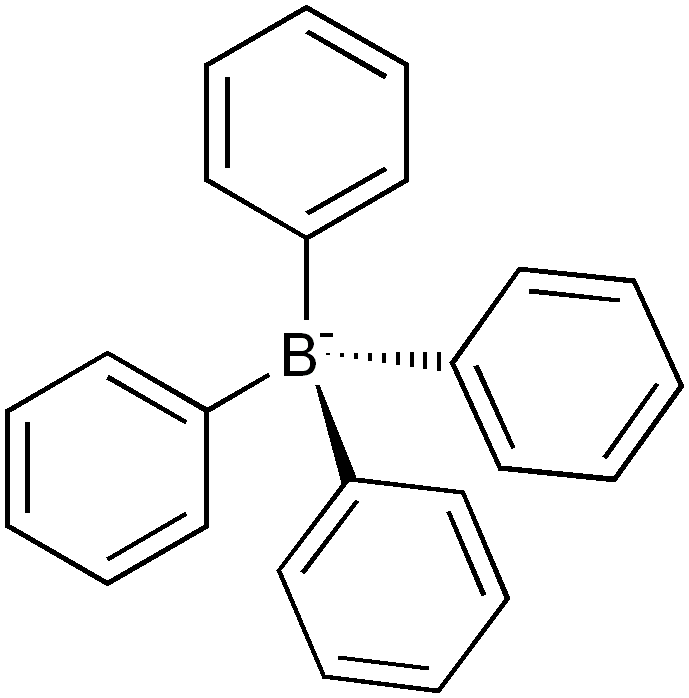
四苯硼酸根的亲脂性弱于其全氟取代物，被广泛用作沉淀剂。
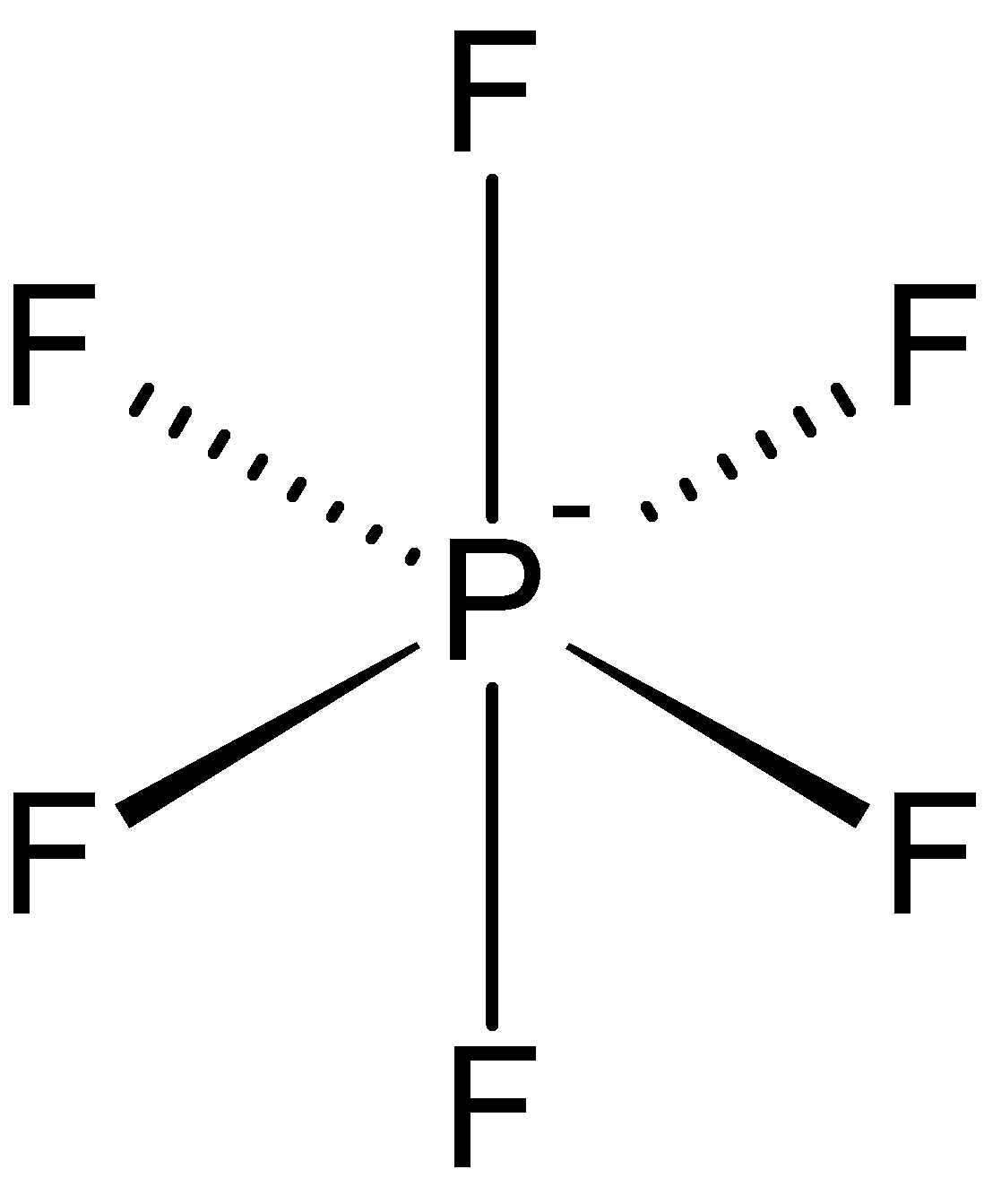
六氟磷酸盐是常见的弱配位阴离子。
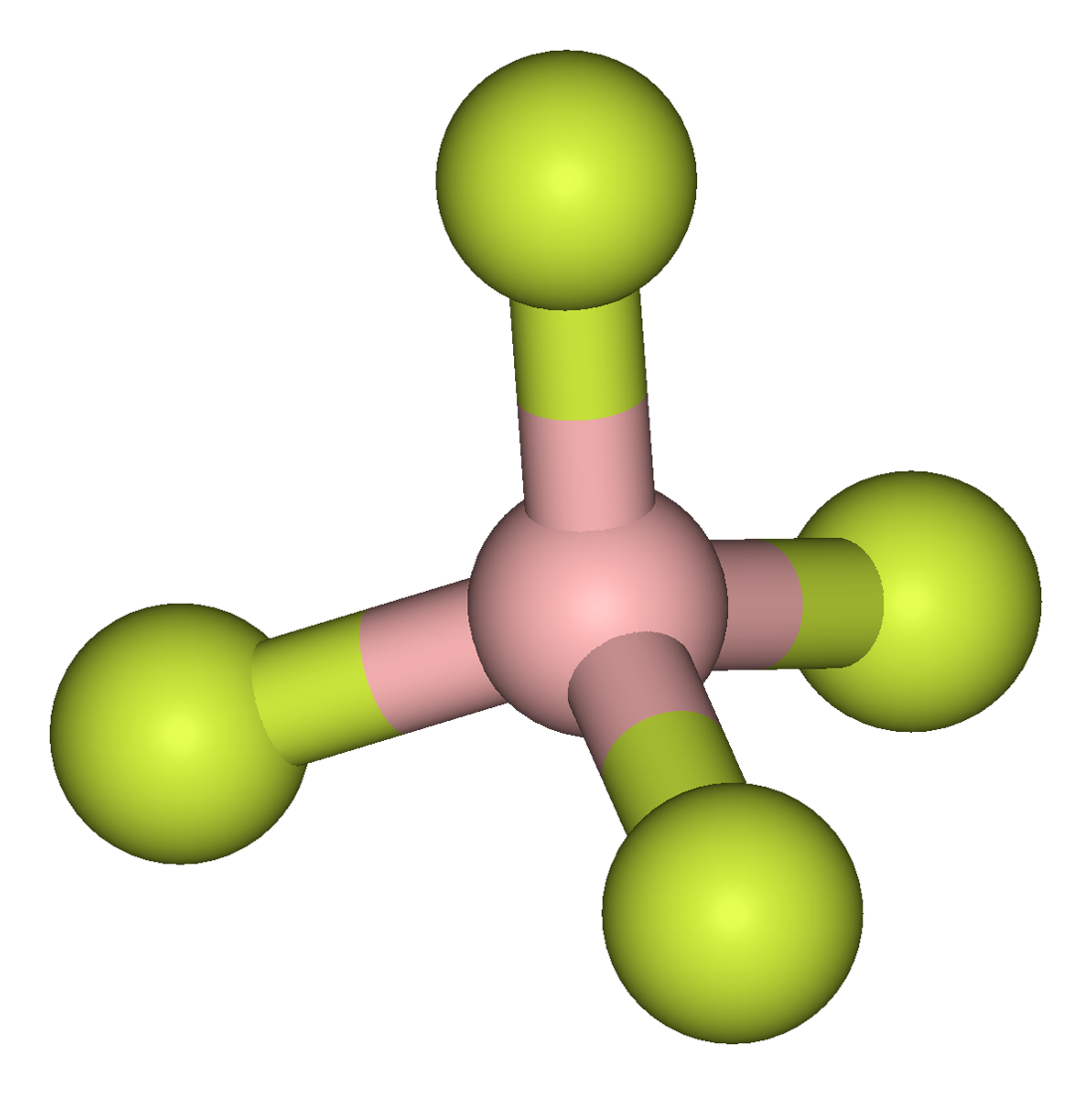
一些较小的抗衡离子如四氟硼酸盐 (BF−
4)，其上的亲脂性阳离子更对称且多是带有单个电荷的。

亲脂性抗衡阳离子
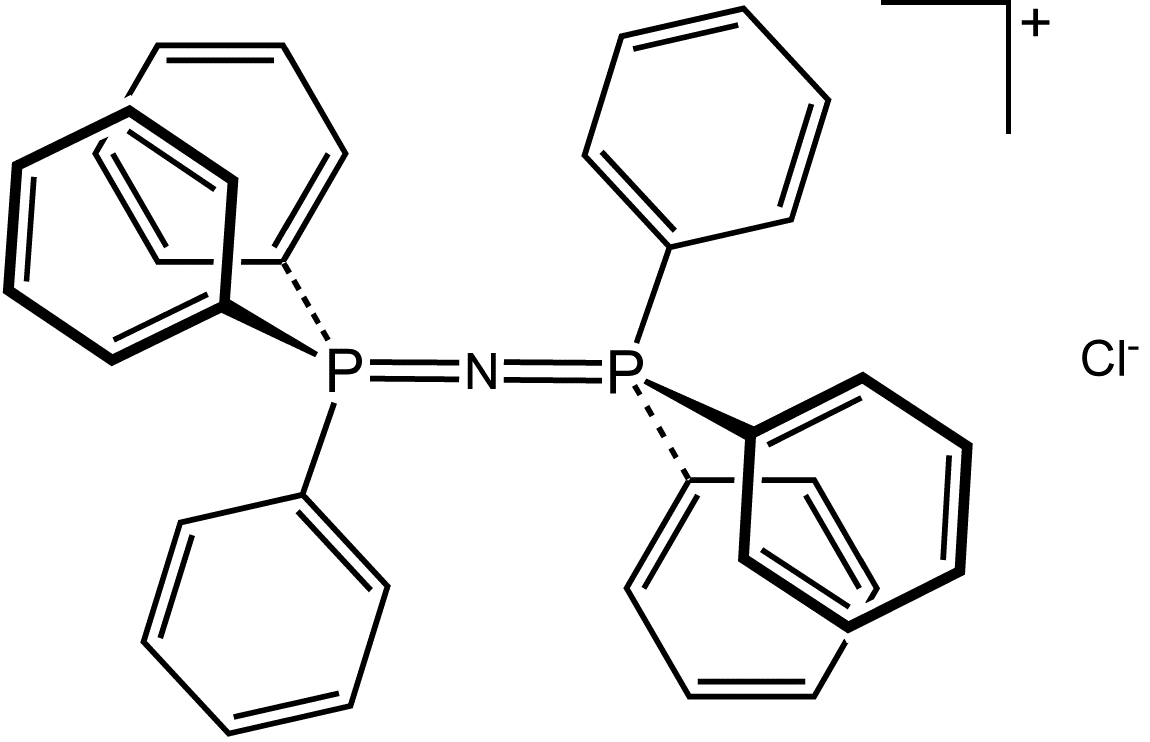
双(三苯基膦)氯化亚铵 是有较大基团的亲脂性的鏻离子 [Ph3PNPPh3]+的氯化物。
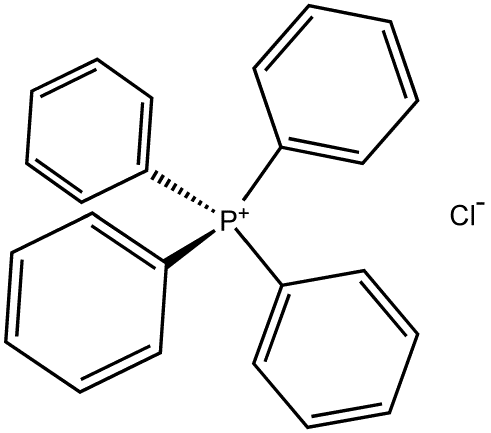
四苯基氯化鏻 (C6H5)4PCl，是对称的抗衡阳离子氯化物盐，常用于有机金属化学。
季铵盐如四正丁基溴化铵是最常见的抗衡阳离子之一。
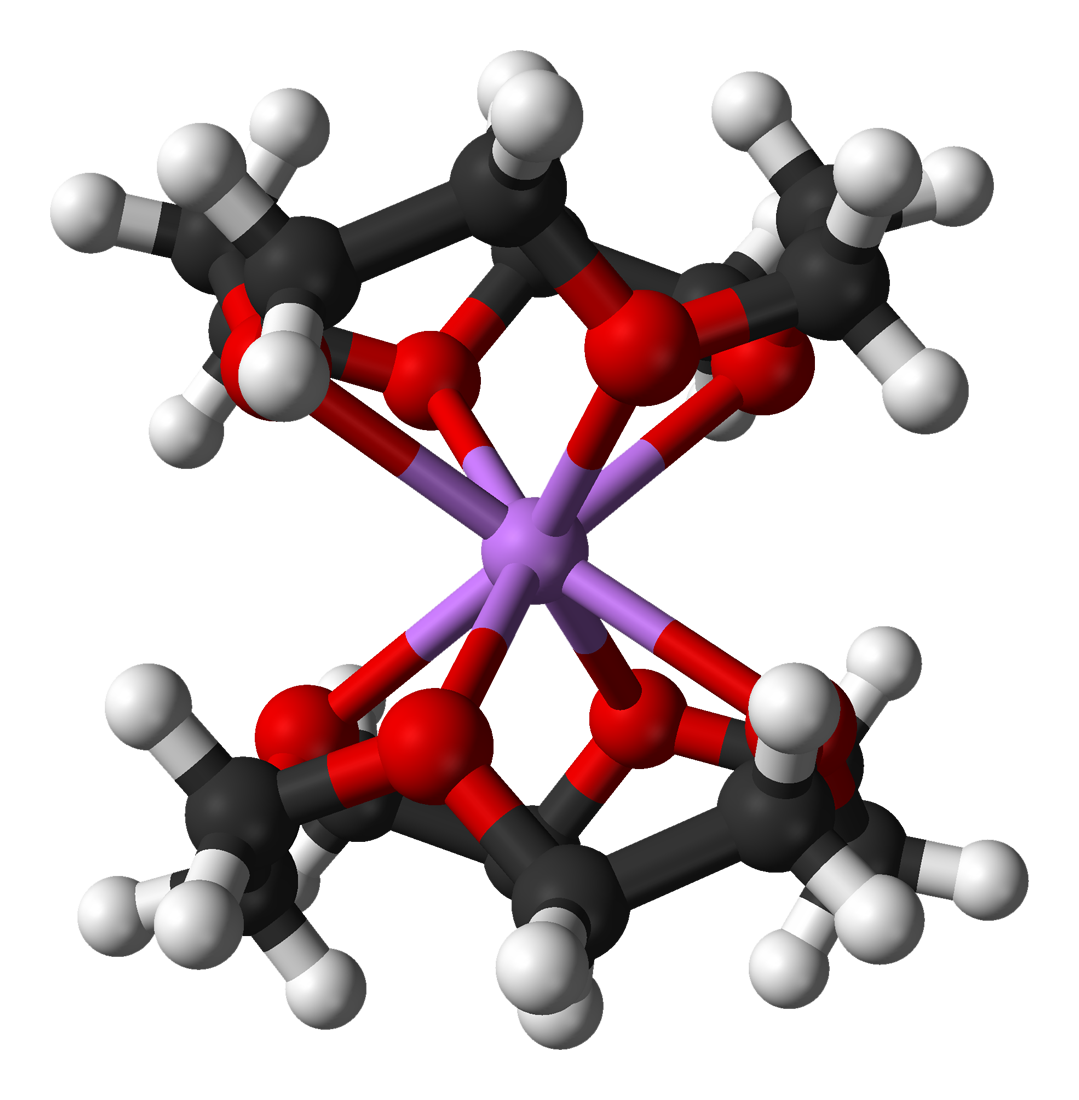
一些冠醚络合的金属阳离子也是常见的亲脂性抗衡阳离子，如锂离子与12-冠-4-醚的配合物[Li(12-冠-4)2]+。

许多带正电荷的有机金属配合物是用惰性的、非配位性的反荷离子来分离的，如四氟硼酸二茂铁。

## 电化学
为了提高离子电导率，电化学测量通常在过量的电解质存在下进行。在水中，这一电解质可以是简单的盐类，如氯化钾。在非水体系中，使用由亲脂性阳离子和阴离子组成的盐，如四正丁基六氟磷酸铵。同样的，这种情况下电位也会受离子对影响，在低介电常数的溶剂中尤为明显。

## 稳定性
在许多应用中，抗衡离子只是用于提供亲脂性，并且依靠其较大的包络体积来稳定其伴随离子。抗衡离子一般应是化学惰性的：对于抗衡阴离子，惰性指的是低路易斯碱性，基本不呈反应性；对于季铵盐和鏻离子而言，惰性指的是面对强碱和亲核试剂的抵抗性。

## 备注
1. ↑  读作counter ion，有时也会写成两个词。